# معتز كوكش
خبير أردني في تكنولوجيا المعلومات يشغل عدّة مناصب كرئيس فريق المطورين وخبير تكنولوجي لمحرك البحث يا عربي ورئيس تحرير مجلة «بوابة التكنولوجيا».

## نبذة عنه
معتز كوكش هو خبير متخصص بعلوم التقنيات الحديثة وتكنولوجيا السيارات والجرائم الالكترونية وجرائم الشبكات وأمن المعلومات وحماية قواعد البيانات والانظمة الرقمية والتكنولوجية ويشغل حالياً عدة مناصب مثل رئيس تحرير مجلة بوابة التكنولوجيا ورئيس فريق المطورين في محرك البحث يا عربي. 
وهو حاصل على درجة البكالوريوس بأنظمة المعلومات الحاسوبية سنة 1997، ودرجة الماجستير في تكنولوجيا المعلومات سنة 2003, ودرجة الدكتوراه في عام 2007 بتخصص تكنولوجيا أمن المعلومات.

## حضوره الإعلامي
للدكتور معتز كوكش حضور متميز إعلاميا بتواجده الدائم ضمن 22 محطة تلفزيونية أشهرها برامج ثابتة مثل: 
«صباح الخير يا عرب» على قناة mbc.
«صباح الشارقة» على قناة الشارقة.
«تكنوميديا» على قناة سما دبي. 
بالإضافة إلى تعاونه مع عدد من القنوات في إعداد فقرات وبرامج التكنولوجيا وحلّ ضيفا في عدة قنوات مثل: الجزيرة، دبي، روسيا اليوم، الحرة، الآن وغيرها الكثير، كما له كذلك حضور فعّال في مواقع التواصل الاجتماعي كفيسبوك وتويتر.

## خدماته المجتمعية
قدم الدكتور معتز أكثر من 200 من البرامج والندوات والمؤتمرات في مجال تكنولوجيا المعلومات وأمن الشبكات والإنترنت والأنظمة الرقمية وتكنولوجيا الاتصالات، كما أن لديه العديد من الأبحاث في مجال التكنولوجيا الخضراء والصديقة للبيئة وطرق التعامل مع المخلفات، كتب العديد من المقالات في مجلات متخصصة مثل الرؤية وبوابة التكنولوجيا.